# Paramekodon inflatus
Paramekodon inflatus är en kräftdjursart. Paramekodon inflatus ingår i släktet Paramekodon och familjen Philomedidae. Inga underarter finns listade i Catalogue of Life.